# Калликома
Калликома (лат. Callicoma) — монотипный род, представленный видом Калликома пильчатолистная (Callicoma serratifolia), произрастающим в Австралии.
По некоторым данным впервые вид был описан в 1809 году англ. Henry Charles Andrews. Несмотря на общеупотребительное название англ. Black Wattle, этот вид никак не связан с родом Акация (Acacia).

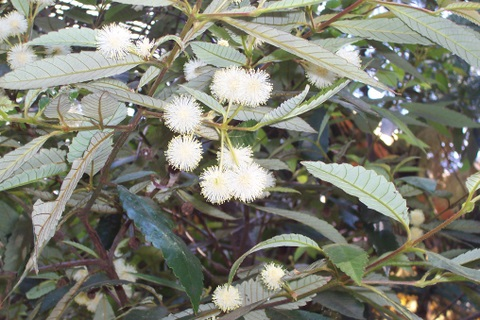
Общий вид цветущего растения.

## Ботаническое описание
Это кустарник или дерево, диаметром до 3 и высотой до 20 метров, при культивировании высота редко превышает 6 — 10 метров.
Листья ланцетовидные или овальные, длиной 12 см и шириной 5 см, с грубо зазубренными краями. Верхняя сторона листьев тёмно-зелёная, а нижняя сторона — белая из-за наличия белых волосиков.
Цветки бледно-жёлтые, шаровидные, в среднем 1,5 см в диаметре, появляются в конце весны — начале лета (в Австралии это ноябрь-декабрь).

## Распространение и экология
Распространён в тропических прибрежных лесах Нового Южного Уэльса и на юго-востоке Квинсленда, растёт вдоль дренажных каналов или около водоёмов.